# Mina Dolça
La Mina Dolça és una mina de carbó del municipi d'Ogassa (Ripollès) inclosa en l'Inventari del Patrimoni Arquitectònic de Catalunya. Les mines d'Ogassa tenen com a característiques que el seu accés es feia peu pla, no a través de ponts. Això facilità molt l'extracció de carbó.

## Descripció
La Mina Dolça és la més ben conservada fins als nostres dies, ja que la seva boca és ben feta de paredat de pedra de granet amb escrit i data d'obertura. En l'actualitat degut a les filtracions internes la galeria és un torrent i l'accés és impracticable per les herbes de la boca i l'aigua que surt de l'interior.

## Història
De les mines de Surroca es tenen notícies ja al segle xviii. El 1842 es fan càrrec de la concessió minera la societat el Veterano. Posteriorment aquesta explotació passà a mans de la Societat de Ferrocarriles y Minas de Sant Joan de les Abadesses. La seva màxima explotació arribà a l'última dècada del segle xix. Posteriorment vingué la decadència fins a l'actualitat en que l'explotació és nul·la, si bé les concessions d'explotació i instal·lació pertanyen, encara que abandonades, als descendents dels antics explotadors, encara existeix un encarregat de les mines i instal·lacions. La Mina Dolça és la més ben conservada a la seva boca, es troba al pati d'una casa, cosa que fa que no sigui accessible i que estigui defensada de l'acció destructora de l'home.

## Altres edificis miners
Hi ha diversos edificis d'Ogassa inventariats que estan relacionats amb les mines de carbó del municipi:
- Can Camps (Ogassa)
- Infermeria minera
- Fàbrica dels Pans de Carbó
- Edifici d'habitatges per a miners
- Descarregador miner
- Casa de l'enginyer de les mines